# Baku paradoxus
Baku paradoxus is een vlokreeftensoort uit de familie van de Gammaridae. De wetenschappelijke naam van de soort is voor het eerst geldig gepubliceerd in 1967 door Derzhavin.